# Pacto Mundial de las Naciones Unidas

El Pacto Mundial, una iniciativa de las Naciones Unidas.

El Pacto Global de las Naciones Unidas o el Pacto Mundial de las Naciones Unidas es un instrumento de las Naciones Unidas (ONU) que fue anunciado por el entonces secretario general de las Naciones Unidas Kofi Annan en el Foro Económico Mundial («Foro de Davos») en su reunión anual de 1999. Con más 13 000 entidades firmantes en más de 170 países, es la mayor iniciativa voluntaria de responsabilidad social empresarial en el mundo.
Su fin es transformar el mercado global, potenciando un sector privado sostenible y responsable sobre la base de 10 principios en áreas relacionadas con los derechos humanos, el trabajo, el medio ambiente y la corrupción. El Pacto Mundial de Naciones Unidas persigue dos objetivos principales:
- Incorporar los 10 Principios en las actividades empresariales de todo el mundo.
- Canalizar acciones en apoyo de los objetivos más amplios de las Naciones Unidas, incluidos los Objetivos de Desarrollo Sostenible (ODS).

Las empresas, sindicatos y organizaciones de la sociedad civil que se unen a la iniciativa, aceptan estos 10 Principios, comprometiéndose a implementarlos a nivel interno y, por lo tanto, a respetar los derechos humanos y normas laborales, a preservar el medioambiente y a actuar con transparencia en sus actividades y operaciones. Además, las entidades que se adhieren al Pacto Mundial deben presentar sus avances en relación con la implementación en sus actividades de los 10 Principios cada año, a través de un Informe de Progreso o Memoria de Sostenibilidad. En estos informes se pone de manifiesto las acciones y políticas que las empresas llevan a cabo para cumplir con estos principios.
Tras la aprobación, en septiembre de 2015, de los Objetivos de Desarrollo Sostenible de Naciones Unidas, se otorgó el mandato de Naciones Unidas al Pacto Mundial para sensibilizar y ayudar a las empresas a contribuir a la nueva agenda de desarrollo. Los Objetivos de Desarrollo Sostenible proporcionan a las empresas un marco universal y coherente para guiar sus contribuciones al desarrollo sostenible a nivel local e internacional.
Por lo tanto las empresas adheridas al Pacto Mundial de Naciones Unidas deben trabajar de forma conjunta ambos marcos; los 10 Principios y los 17 ODS; ambos marcos transversales en temáticas y en el fin que persiguen. 
El Pacto Mundial se inserta en la lista de iniciativas orientadas a prestar atención a la dimensión social de la globalización. Al presentarlo Kofi Annan manifestó que la intención del Pacto Mundial es "dar una cara humana al mercado global". El Pacto Mundial de las Naciones Unidas ha tenido una gran acogida entre empresas, sindicatos, entidades educativas y ONG, pero también ha sido criticada por no tener carácter obligatorio.

## Las Redes Locales del Pacto Global
El Pacto Global o el Pacto Mundial se articula a través de Redes Locales que impulsan la iniciativa a nivel nacional. Ayudan a las empresas a impulsar negocios responsables en diferentes contextos nacionales, culturales y lingüísticos, y facilitan la divulgación, el aprendizaje, el diálogo sobre políticas, la acción colectiva y las asociaciones. 
A través de las redes locales, las empresas pueden establecer conexiones locales -con otras empresas y ONG, gobiernos y universidades- y recibir orientación para poner en práctica sus compromisos en sostenibilidad. Si bien las Redes Locales son entidades independientes y autogestionadas, trabajan en estrecha colaboración con el Pacto Mundial de las Naciones Unidas en Nueva York y actúan como punto de contacto para las organizaciones adheridas del Pacto Mundial de las Naciones Unidas en un país. 
En España
La Red Española del Pacto Mundial es la mayor red local del mundo por número de firmantes. Como entidad jurídica independiente creada en 2004, está gestionada por un Comité Directivo con un Presidente, un Vicepresidente, un Secretario, un Tesorero y 16 Directores elegidos por la Asamblea General de socios. El Comité Directivo está integrado por representantes de grandes empresas, pequeñas y medianas empresas (PYME), el sector público, entidades educativas y organizaciones no gubernamentales (ONG).  

## Los Diez Principios
Derechos Humanos
- Principio N.º 1. Apoyar y respetar la protección de los derechos humanos.
- Principio N.º 2. No ser cómplice de abusos de los derechos.

Ámbito Laboral
- Principio N.º 3. Apoyar los principios de la libertad de asociación y sindical y el derecho a la negociación colectiva.
- Principio N.º 4. Eliminar el trabajo forzoso y obligatorio.
- Principio N.º 5. Abolir cualquier forma de trabajo infantil.
- Principio N.º 6. Eliminar la discriminación en materia de empleo y ocupación.

Medio Ambiente
- Principio N.º 7. Las empresas deberán mantener un enfoque preventivo que favorezca el medio ambiente.
- Principio N.º 8. Las empresas deben fomentar las iniciativas que promuevan una mayor responsabilidad ambiental.
- Principio N.º 9. Las empresas deben favorecer el desarrollo y la difusión de las tecnologías respetuosas con el medio ambiente.

Anticorrupción
- Principio N.º 10. Las empresas e instituciones deberán trabajar contra la corrupción en todas sus formas, incluidos extorsión y soborno.

## Los Objetivos de Desarrollo Sostenible
En septiembre de 2015, se aprobó por parte de la Asamblea General de Naciones Unidas, la Agenda 2030 para el Desarrollo Sostenible y con ella, los Objetivos de Desarrollo Sostenible (ODS), una llamada mundial para adoptar medidas que logren acabar con los grandes problemas del planeta; poner fin a la pobreza y a la desigualdad, alcanzar la igualdad de género y el acceso para todos a un trabajo digno, facilitar el acceso a servicios de salud y a una educación adecuada, proteger el medioambiente y garantizar que todas las personas disfruten de paz y prosperidad.
Los ODS son el nuevo marco principal de contribución al desarrollo sostenible, compuesto por 17 Objetivos y 169 metas que deben cumplirse antes de 2030, y está dirigida a todos los actores del planeta; los gobiernos, las empresas y sociedad civil. El Pacto Mundial es la iniciativa de Naciones Unidas que cataliza los esfuerzos de empresas y organizaciones en la consecución de los ODS.
- Objetivo 1. Poner fin a la pobreza en todas sus formas en todo el mundo
- Objetivo 2. Poner fin al hambre, lograr la seguridad alimentaria y la mejora de la nutrición y promover la agricultura sostenible
- Objetivo 3. Garantizar una vida sana y promover el bienestar para todos en todas las edades
- Objetivo 4. Garantizar una educación inclusiva, equitativa y de calidad y promover oportunidades de aprendizaje durante toda la vida para todos
- Objetivo 5. Lograr la igualdad entre los géneros y empoderar a todas las mujeres y las niñas
- Objetivo 6. Garantizar la disponibilidad de agua y su gestión sostenible y el saneamiento para todos
- Objetivo 7. Garantizar el acceso a una energía asequible, segura, sostenible y moderna para todos
- Objetivo 8. Promover el crecimiento económico sostenido, inclusivo y sostenible, el empleo pleno y productivo y el trabajo decente para todos
- Objetivo 9. Construir infraestructuras resilientes, promover la industrialización inclusiva y sostenible y fomentar la innovación
- Objetivo 10. Reducir la desigualdad en y entre los países
- Objetivo 11. Lograr que las ciudades y los asentamientos humanos sean inclusivos, seguros, resilientes y sostenibles
- Objetivo 12. Garantizar modalidades de consumo y producción sostenibles
- Objetivo 13. Adoptar medidas urgentes para combatir el cambio climático y sus efectos*
- Objetivo 14. Conservar y utilizar en forma sostenible los océanos, los mares y los recursos marinos para el desarrollo sostenible
- Objetivo 15. Proteger, restablecer y promover el uso sostenible de los ecosistemas terrestres, gestionar los bosques de forma sostenible, luchar contra la desertificación, detener e invertir la degradación de las tierras y poner freno a la pérdida de la diversidad biológica
- Objetivo 16. Promover sociedades pacíficas e inclusivas para el desarrollo sostenible, facilitar el acceso a la justicia para todos y crear instituciones eficaces, responsables e inclusivas a todos los niveles
- Objetivo 17. Fortalecer los medios de ejecución y revitalizar la Alianza Mundial para el Desarrollo Sostenible

## Marco de Derechos Humanos
El Pacto Mundial contempla un Marco de Derechos Humanos, sobre el cual se estructura una serie de elementos fundamentales; a saber,
- I. Caso de Empresa Mundial:
  - Concientizar el concepto de Derechos Humanos, así como su relación con la empresa y los empleados.
  - Desarrollar el caso empresarial según la razón de ser de la compañía.
  - Activar la participación de altos funcionarios en el esquema del Pacto global.
- II. Estrategia:
  - Estudiar las acciones de la empresa en relación con el tema de Derechos Humanos.
  - Detectar las debilidades de la empresa en cuanto a los Derechos Humanos de sus empleados, así como las fallas en que esta pudiese estar incurriendo.
- III. Políticas:
  - Detectar la aplicación de los Derechos Humanos en las políticas de la empresa.
  - Establecer normativas internas en la empresa relacionadas al cumplimiento de los Derechos Humanos.
- IV. Procesos y Procedimientos:
  - Incluir el tema de Derechos Humanos en los procesos de gestión de la empresa, mientras esta se encuentre operativa y en funcionamiento.
- V. Capacitación:
  - Involucrar los Derechos Humanos como parte de la cultura empresarial y organizacional.
  - Capacitar al personal de la empresa en el tema de los Derechos Humanos.
  - Desarrollar actividades relacionadas con los Derechos Humanos que produzcan una empatía entre la empresa y su entorno.
- VI. Medición de Desempeño:
  - Medir el cumplimiento de las normativas relacionadas con los Derechos Humanos en la empresa a través de sus empleados.

## Miembros destacados de la organización
Las empresas destacadas que se han unido al Pacto Global incluyen, pero no se limitan a, Starbucks, L'Oréal, Bayer AG, Coca-Cola, 3M, Deloitte, y Zurn. Además de sus signatarios, el Pacto Global ha sido apoyado repetidamente por la Asamblea General de las Naciones Unidas, celebrando su 15.º aniversario en junio de 2015 junto al Secretario General, Ban Ki-Moon, quien afirmó que "Los negocios pueden ser una fuerza global para el bien" y que "la defensa y el ejemplo pueden impulsar la acción para lograr una vida digna para todas las personas".
Otras organizaciones destacadas que se han unido a este movimiento global incluyen:
- Unilever
- Nike
- BMW
- Nestlé
- Procter & Gamble
- Siemens
- PepsiCo
- Johnson & Johnson
- Volkswagen
- Accenture
- H&M[85]
- Shell
- Ford Motor Company
- McDonald's
- ABB
- Danone
- Microsoft
- Meridian Gaming[5]
- Chevron
- Adidas[6]
- Oracle
- KPMG
- Proactis[7]
- Ericsson
- AT&T
- General Electric (GE)